# Julia de Nunez
Julia de Nunez (Buenos Aires, 17 de maio de 2000) é uma atriz franco-argentina. Ela é mais conhecida por interpretar Brigitte Bardot na série de televisão Bardot. Em junho de 2023, ganhou a Ninfa de Ouro na 62ª edição do Festival de Televisão de Monte-Carlo.

## Biografia
Julia de Nunez nasceu em Buenos Aires, filha de pai argentino e mãe francesa. A sua paixão por atuar começou ainda jovem. Quando criança, foi atraída pelo mundo do teatro, muitas vezes atuando em peças com seus amigos. Em 2022, ela foi escolhida para interpretar Brigitte Bardot em uma minissérie de televisão de 6 episódios escrita e dirigida por Danièle Thompson e seu filho Christopher. A série teve estreia mundial no Festival Séries Mania em março de 2023, na cidade de Lille.
No Brasil, a série Bardot foi exibida primeiramente durante o Festival Varilux de Cinema Francês em novembro de 2023.

## Filmografia

### Televisão
- 2023: Bardot ... Brigitte Bardot